# Блюменсток-Хальбан, Леон
Леон Блюменсток-Хальбан (пол. Leon Blumenstok-Halban; 1838—1897) — польский психиатр, криминалист и педагог, доктор медицины, профессор Ягеллонского университета; отец Альфреда Хальбана.

## Биография
Леон Блюменсток родился 11 марта 1838 года в городе Кракове. Окончил среднюю школу и университет в родном городе, получив диплом по медицине в Ягеллонском университете в 1862 году и докторскую степень по акушерству в Университете Вены. 

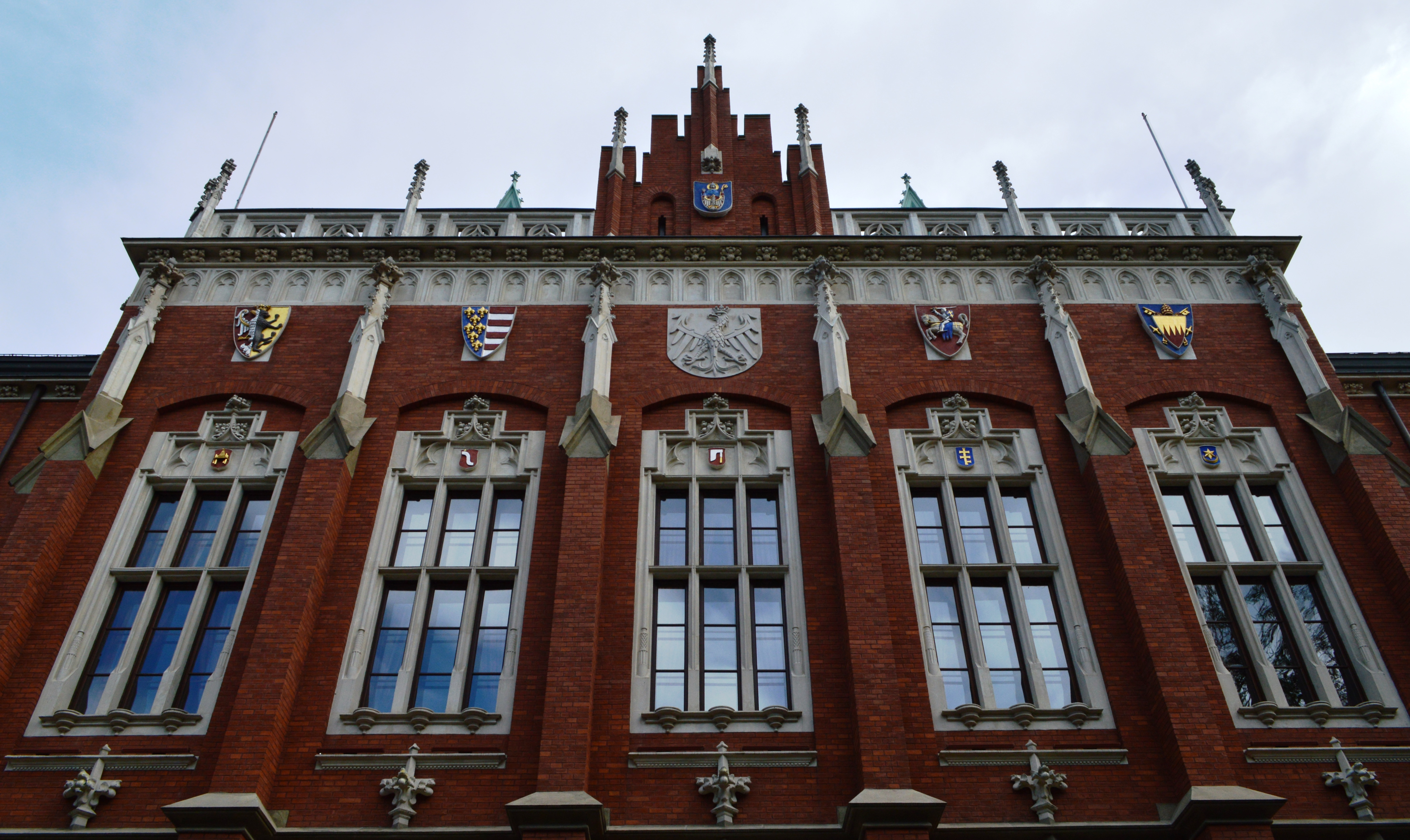
Ягеллонский университет

По окончании обучения Блюменсток посвятил себя научным работам. С 1864 года занял место приват-доцента по судебной медицине в альма-матер, через пять лет был назначен экстраординарным профессором на юридическом факультете в Кракове; а в 1881 году был переведён на медицинский факультет Ягеллонского университета. 
В 1891 году Леон Блюменсток был возведён в дворянское достоинство и получил титул von Halban. 
В течение двадцати лет Блюменсток был редактором польского медицинского еженедельного журнала «Przegląd Lekarski»; его перу принадлежит большое количество статей и отдельных книг на немецком языке; некоторые его работы по судебной медицине считаются классическими.
Блюменсток являлся членом Краковской академии наук и Познанского общества любителей наук. 
Леон Блюменсток-Хальбан умер 1 марта 1897 года в родном городе и был погребён на Раковицком кладбище.
Заслуги учёного были отмечены орденом Железной короны.
Его сын Альфред Хальбан (1865—1926, Львов) стал историком права и политиком; избирался в парламент Австрии.